# 久世郵便局
久世郵便局（くせゆうびんきょく）は、岡山県真庭市にある郵便局。民営化前の分類では集配特定郵便局であった。

## 概要
住所：〒719-3299 岡山県真庭市鍋屋8-5

## 沿革
- 2001年（平成13年）11月26日 - 真庭郡久世町久世2824-2から同町鍋屋8-5に移転[1]。
- 2007年（平成19年）3月5日 - ゆうゆう窓口を廃止。
- 2007年（平成19年）10月1日 - 民営化に伴い、併設された郵便事業新見支店久世集配センターに一部業務を移管。
- 2012年（平成24年）10月1日 - 日本郵便株式会社発足に伴い、郵便事業新見支店久世集配センターを久世郵便局に統合。

## 風景印
- 表記は『岡山久世』
- 図案は『代官早川公像』・『久世エスパスセンター』・『代官ナシ』・『久世祭りの提灯』
- 使用開始日は1998年（平成10年）12月25日

### 過去の風景印
- 1985年（昭和60年）11月22日 - 1998年（平成10年）12月24日
  - 表記は『岡山久世』
  - 図案は『代官早川公像』・『足尾滝』・特産『クリ』・『三坂山』

## 取扱内容
- 郵便、印紙、ゆうパック、内容証明
- 貯金、為替、振替、振込、国際送金、国債
- 生命保険、バイク自賠責保険
- ゆうちょ銀行ATM
- 郵便区番号「719-32」区域（真庭市内の一部地域）の集配業務

## 周辺
- 真庭市役所
- 久世税務署
- 久世エスパスセンター
- 旧遷喬尋常小学校校舎

## アクセス
- JR姫新線 久世駅から徒歩約8分
- 中鉄北部バス・真庭市コミュニティバス（まにわくん）・旭川さくらバス 真庭市役所停留所から徒歩約2分
- 米子自動車道 久世ICから西へ約3.6km
- 国道181号沿い
- 駐車場あり：13台